# 惠普爾維爾 (紐約州)
惠普爾維爾（英語：Whippleville）是位於美國紐約州富蘭克林縣的非建制地區。

## 歷史
惠普爾維爾的郵局自1887年營運至今。

## 地理
惠普爾維爾所處的海拔為高於海平面251米（即823英呎），而該地所採用的時區為UTC-5，即北美东部时区（EST）。同時該地設有夏令時間，為UTC-5調快一小時，即UTC-4（EDT）。